# Hoplophrys
Hoplophrys is een geslacht van kreeftachtigen uit de klasse van de Malacostraca (hogere kreeftachtigen).

## Soort
- Hoplophrys oatesii Henderson, 1893